# Pusztaszabolcs
Pusztaszabolcs  este un oraș în districtul Dunaújváros, județul Fejér, Ungaria, având o populație de 6.250 de locuitori (2011). 

## Demografie
Componența etnică a orașului Pusztaszabolcs
     Maghiari (98,17%)
     Necunoscut (0,55%)
     Alții (1,29%)
Componența confesională a orașului Pusztaszabolcs
     Romano-catolici (30,06%)
     Fără religie (25,81%)
     Reformați (6,46%)
     Atei (1,26%)
     Necunoscută (35,73%)
     Alte religii (1,78%)
Conform recensământului din 2011, orașul Pusztaszabolcs avea 6.250 de locuitori. Din punct de vedere etnic, majoritatea locuitorilor (98,17%) erau maghiari. Apartenența etnică nu este cunoscută în cazul a 0,55% din locuitori. Nu există o religie majoritară, locuitorii fiind romano-catolici (30,06%), persoane fără religie (25,81%), reformați (6,46%) și atei (1,26%). Pentru 35,73% din locuitori nu este cunoscută apartenența confesională.